# Pongrácovce
Pongrácovce (in ungherese Pongrácfalva, in tedesco Pongratzowitz) è un comune della Slovacchia facente parte del distretto di Levoča, nella regione di Prešov.

## Storia
Fu menzionato per la prima volta nelle cronache storiche nel 1297.